# 车站街道 (孝感市)
车站街道，是中华人民共和国湖北省孝感市孝南区下辖的一个乡镇级行政单位。

## 行政区划
车站街道下辖以下地区：
民主社区、胜利社区、车站社区、郑阁社区、黎明社区和鸿城社区。